# Samanta Fabris
Samanta Fabris (Pola, 8 febbraio 1992) è una pallavolista croata, opposto dello Zeren.

## Carriera

### Club
La carriera di Samanta Fabris inizia nel 2008 quando entra a far parte della squadra del Rijeka, militante nel massimo campionato croato, alla quale resta legata per quattro stagioni, vincendo quattro scudetti consecutivi e la Coppa di Croazia 2009.
Nella stagione 2012-13 viene ingaggiata dalla squadra italiana del Chieri Torino, in Serie A1, mentre in quella seguente passa alla LJ di Modena, dove resta per due annate, per poi difendere i colori, per il campionato 2015-16, dell'AGIL di Novara e in quello successivo quelli del Casalmaggiore. Per l'annata 2017-18 si accasa all'Imoco di Conegliano, sempre nella massima divisione italiana, con cui vince due scudetti e la Supercoppa italiana 2018, ottenendo in quest'ultima manifestazione il premio come miglior giocatrice.
Per la stagione 2019-20 si trasferisce nella Superliga russa, vestendo la maglia dalla Dinamo-Kazan, in seguito Dinamo-Ak Bars, con cui si aggiudica due Coppe di Russia, uno scudetto e una Supercoppa russa. Dopo un triennio nel club di Kazan', per l'annata 2022-23 è di scena nella Sultanlar Ligi turca, ingaggiata dall'Eczacıbaşı: è nella stessa divisione per l'annata 2023-24 giocando per il Çukurova e in quella 2024-25 con lo Zeren.

### Nazionale
Nel 2011 ottiene le prime convocazioni in nazionale con cui, due anni dopo, vince la medaglia di bronzo ai XVII Giochi del Mediterraneo. Nel 2018 vince la medaglia d'oro ai XVIII Giochi del Mediterraneo e l'anno successivo quella d'argento all'European Golden League 2019. Nel 2021 conquista la medaglia d'argento all'European Golden League, mentre nel 2022 arriva al primo posto alla Volleyball Challenger Cup.

## Palmarès

### Club
- Campionato croato: 4

2008-09, 2009-10, 2010-11, 2011-12
- Campionato italiano: 2

2017-18, 2018-19
- Campionato russo: 1

2019-20
- Coppa di Croazia: 1

2009
- Coppa di Russia: 2

2019, 2020
- Supercoppa italiana: 1

2018
- Supercoppa russa: 1

2020

### Nazionale (competizioni minori)
- Giochi del Mediterraneo 2013
- Giochi del Mediterraneo 2018
- European Golden League 2019
- European Golden League 2021
- Volleyball Challenger Cup 2022

### Premi individuali
- 2018 - Supercoppa italiana: MVP